# ポートランド伯爵
ポートランド伯爵（ポートランドはくしゃく、英: Earl of Portland）はイギリスの伯爵位。これまでにイングランド貴族として2度創設されており、第2期のベンティンク家に対する叙爵が現存する。
9代にわたってポートランド公爵位を保持したため、本記事においては公爵位に関しても詳説する。

## 歴史

### 第1期（1633年）
大蔵卿を務めた政治家リチャード・ウェストン(1577-1634?) にイングランド貴族として授けられた例が初出である。

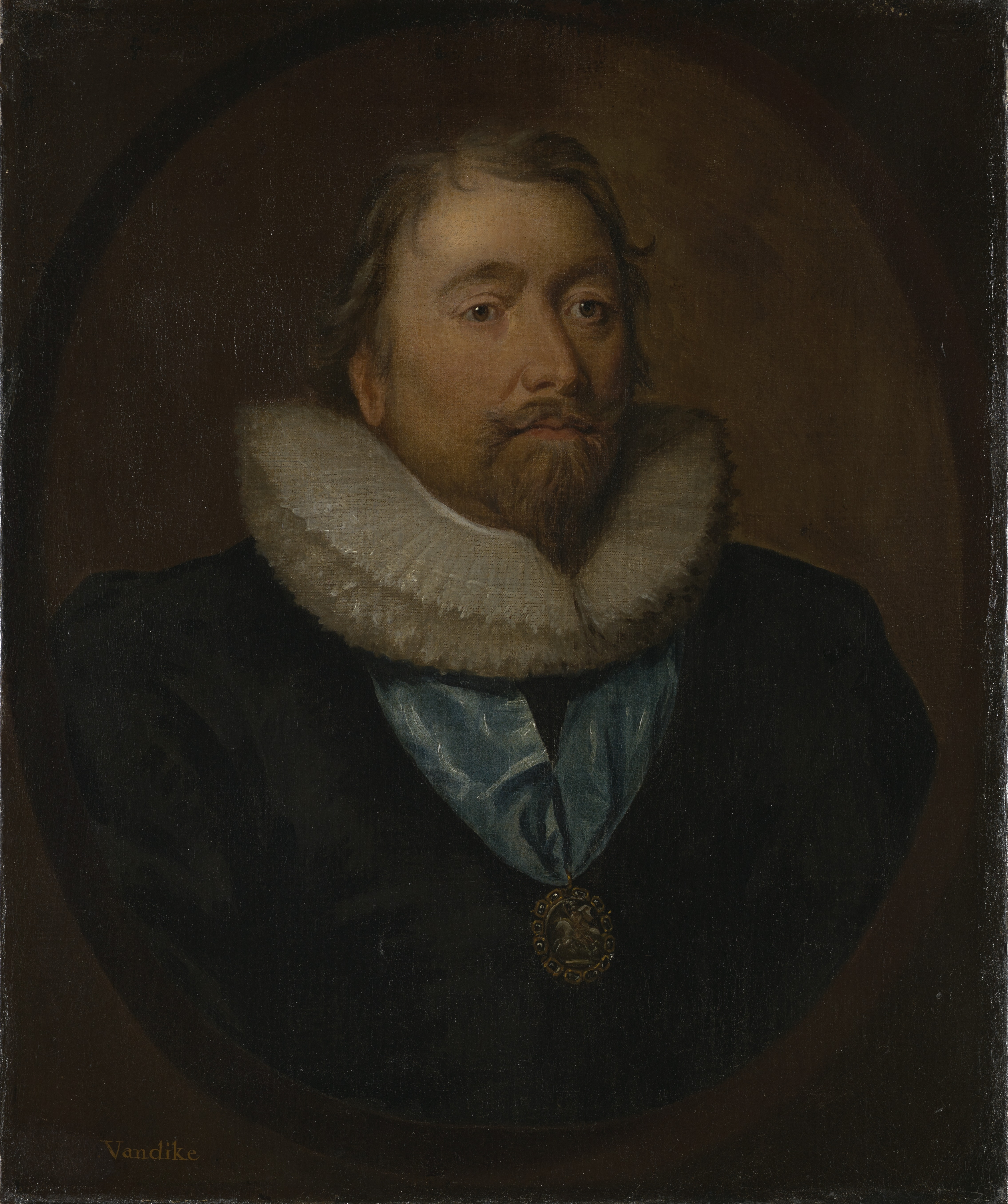
リチャード・ウェストン

彼は1628年4月13日に「サフォーク州ネイランドのウェストン男爵 (Baron Weston, of Neyland in the County of Suffolk) 」に叙されたのち、さらに最晩年にあたる1633年2月17日には「ポートランド伯爵 (Earl of Portland) 」に陛爵した。この両爵位には特別継承権が付与されており、彼と叙爵時の後妻フランシス (?-1645) との男子と限定されていた。彼ののちは、後妻フランシスとの息子ジェロームが爵位を相続した。
2代伯ジェローム(1607-1663) は外交官で駐仏英国大使や駐フィレンツェ公使を歴任した。
その子である3代伯チャールズ (1639-1665) はローストフトの海戦にて嗣子なく戦死したため、爵位は甥のトマス (1609-1688)に相続されたが、彼もまた継承すべき男子を欠いたことですべての爵位は廃絶した。

### 第2期（1689年）

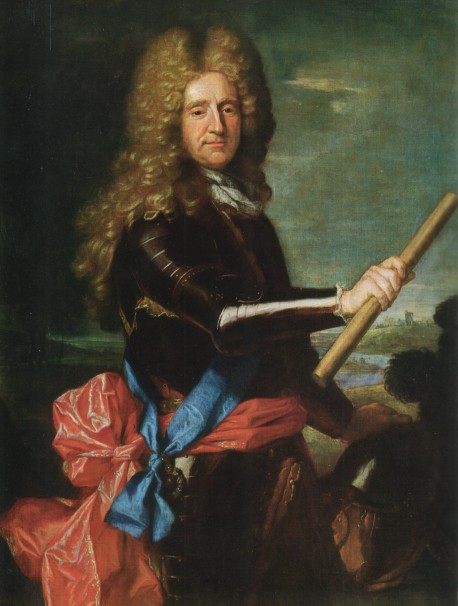
初代ポートランド伯ウィリアム・ベンティンクの肖像、イアサント・リゴー画

ウィリアム3世の寵臣ウィリアム・ベンティンク (1649-1709) は1689年に「ポートランド伯爵」に叙されたが、この爵位が第2期の創設であり現在まで存続している。彼は伯爵位叙爵時に併せて「サイレンセスター男爵 (Baron Cirencester) 」及び「ウッドストック子爵 (Viscount Woodstock) 」を授けられており、いずれの爵位もイングランド貴族爵位である。初代伯が1709年に死去すると次男ヘンリーが爵位を相続したほか、三男ウィリアム (1704-1774) は自身の功績によって神聖ローマ帝国貴族たるベンティンク伯爵 (Count Bentinck) に叙されている。
2代伯ヘンリー (1682-1726) は1716年7月6日にグレートブリテン貴族として「ポートランド公爵 (Duke of Portland) 」及び「ティッチフィールド侯爵 Marquess of Titchfield) 」に昇叙して、以降9代にわたって公爵家として存続することになる。
初代公ののちは、その息子ウィリアムが爵位を継承した。

#### 公爵家としてのベンティンク家

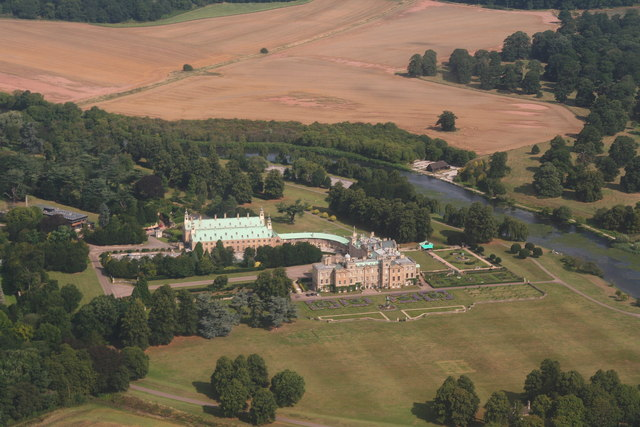
かつての公爵家の邸宅であるウェルビック・アビー

ポートランド公爵としての紋章。デヴォンシャー公爵キャヴェンディッシュ家の紋章が半分を占めている。

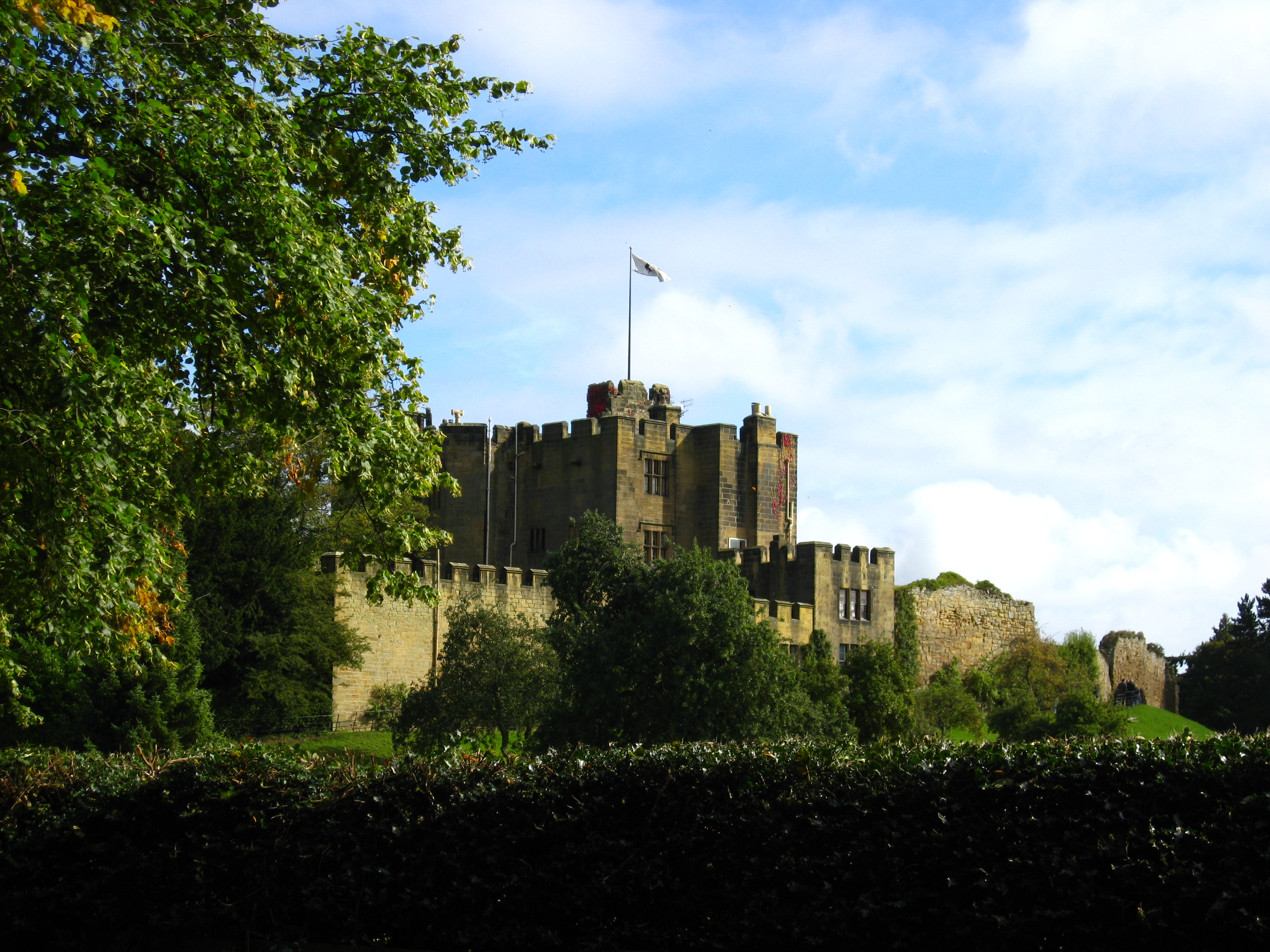
ボサル城
公爵家の旧邸宅の一つで、第一級国定建造物に指定されている。

初代公の孫である3代公ウィリアム (1738-1809) は首相を2度務めた政治家で、アメリカ独立戦争期及びナポレオン戦争期の英国を指導した。
彼は1801年に勅許を得て、家名にキャヴェンディッシュ姓を加えてキャヴェンディッシュ＝ベンティンク (Cavendish-Bentinck) を名乗った。
その息子の4代公ウィリアム (1768-1854) は王璽尚書も務めた政治家で、夫人ヘンリエッタの旧姓（スコット）を家名に加えることを認められている。
彼の後はその次男ウィリアム・ジョンが爵位を襲った。
しかし5代公ウィリアム・ジョン (1800-1879) は独身のまま死去したため、従弟にあたるウィリアム・ジョン・アーサーが公爵位を継承した。
また5代公は古いイングランド貴族爵位である「オーグル男爵 (Baron Ogle) 」の共同相続人であったため、その死に伴って継承権の持分は彼の姉妹に細分化された。
6代公ウィリアム (1857-1943) は枢密顧問官や主馬頭を歴任したほか、1893年に母から「ボルゾーバー男爵 Baron Bolsover) 」を継承したため、同爵位はポートランド公爵の従属爵位となった。彼が1943年に没すると、爵位は息子のウィリアムが継承した 。
しかしながら7代公ウィリアム (1893-1977) には娘しかいなかったため、その死去に伴ってボルゾーバー男爵位は廃絶した一方、ポートランド公爵位は3代公の四男フレデリックの曾孫にあたるファーディナンドに継承された。
ただし、8代公ファーディナンド (1889-1980) にも子供がなかったため、爵位はわずか3年で実弟ヴィクターに相続されている。
9代公ヴィクター (1897-1990) は駐ポーランド大使を務めた外交官であったが、彼の一人息子ウィリアム (1925-1966) は父の襲爵時には既に鬼籍に入っていたため、1990年にヴィクターが93歳で亡くなるとポートランド公爵位とティッチフィールド侯爵位は断絶した。
ポートランド公家からは多くの著名人物が輩出されている。インド総督を務めたウィリアム・ベンティンク卿、穀物法成立の際の政治家ジョージ・キャヴェンディッシュ＝スコット＝ベンティンク卿などが知られる。
ポートランド公爵家の本宅は、ノッティンガムシャーのウェルベック・アビーだった。ウェルベック・アビーとそれに付属する所領は、7代公の子孫を通じてキャヴェンディッシュ＝ベンティンク家の所有となっている。広大な邸宅は近年、修繕がなされて私的な住居となっている。また、ノーサンバーランドに位置するペグズウッド村もベンティンク家の所有であった。さらに、オーストラリアの町ポートランド、ロンドンのポートランド・ハウスを保持していた。
イギリス軍の教育機関であるウェルベック・カレッジは、ポートランド公爵家に因んでいる。

#### 現在のポートランド伯爵家
ポートランド公爵位は前記のとおり廃絶したが、ポートランド伯爵位はきわめて遠縁にあたるヘンリー・ノエル・ベンティンク (1919-1997) に相続された。彼はベンティンク伯爵家出身で、初代伯の三男にあたるウィレム・ベンティンク (1704-1774) にまで遡った子孫である。そのためこれ以降、ポートランド伯爵とベンティンク伯爵はその継承者を一にする。
その息子である12代伯ティモシー・チャールズ・ロバート・ノエル・ベンティンク (1953- ) は俳優として活動しており、彼が2020年現在のポートランド伯爵家現当主である。
なお、オランダ貴族たるベンティンク伯爵家の邸宅は、スホーンヘーテン・ハウス。
また、かつての邸宅アメロンゲン城には亡命したヴィルヘルム2世が短期間ながら居を構えていた。

## 現当主の保有爵位

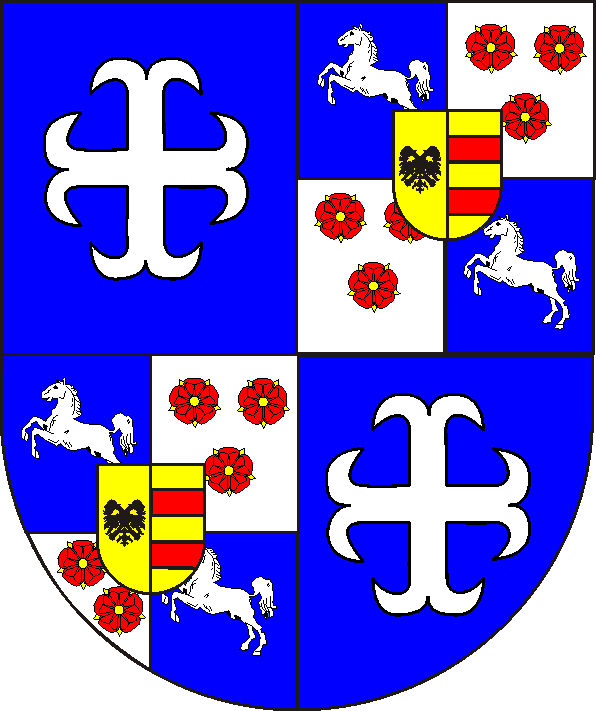
神聖ローマ帝国貴族ベンティンク伯爵家としての紋章。英国貴族としての紋章との差異に注意。

現当主である第12代ポートランド伯爵ティモシー・ベンティンクは、以下の爵位を有する。
- 第12代ポートランド伯爵(12th Earl of Portland)
(1689年4月9日の勅許状によるイングランド貴族爵位)
- 第12代ウッドストック子爵(12th Viscount Woodstock)
(1689年4月9日の勅許状によるイングランド貴族爵位)
- 第12代サイレンセスター男爵(12th Baron Cirencester)
(1689年4月9日の勅許状によるイングランド貴族爵位)

### 海外爵位
- ベンティンク伯爵(Count/Graf Bentinck)
(1732年創設の神聖ローマ帝国貴族爵位)

## ウェストン家

### ポートランド伯爵（第1期;1633年）
- 初代ポートランド伯爵リチャード・ウェストン（英語版）(1577年-1635年)
- 第2代ポートランド伯爵ジェローム・ウェストン（英語版）(1605年-1663年)
- 第3代ポートランド伯爵チャールズ・ウェストン(1639年-1665年)
- 第4代ポートランド伯爵トマス・ウェストン (1609年-1688年) (1688年に伯爵位廃絶)

## ベンティンク家

### ポートランド伯爵（第2期;1689年）
- 初代ポートランド伯爵ウィリアム・ベンティンク(1649年-1709年)
- 第2代ポートランド伯爵ヘンリー・ベンティンク(1682年-1726年) (1715年にポートランド公爵位叙爵)

### ポートランド公爵（1715年）
- 初代ポートランド公爵ヘンリー・ベンティンク(1682年-1726年)
- 第2代ポートランド公爵ウィリアム・ベンティンク(1709年-1762年)
- 第3代ポートランド公爵ウィリアム・キャヴェンディッシュ＝ベンティンク(1738年-1809年)
- 第4代ポートランド公爵ウィリアム・キャヴェンディッシュ＝スコット＝ベンティンク(1768年-1854年)
- 第5代ポートランド公爵ウィリアム・キャヴェンディッシュ＝ベンティンク＝スコット (1800年-1879年)
- 第6代ポートランド公爵ウィリアム・キャヴェンディッシュ＝ベンティンク (1857年-1943年)
- 第7代ポートランド公爵ウィリアム・キャヴェンディッシュ＝ベンティンク（英語版） (1893年-1977年)
- 第8代ポートランド公爵ファーディナンド・キャヴェンディッシュ＝ベンティンク（英語版）(1888年-1980年)
- 第9代ポートランド公爵ヴィクター・キャヴェンディッシュ＝ベンティンク（英語版）(1897年-1990年) (1990年ポートランド公爵位廃絶)

### ポートランド伯爵（第2期;1689年）
- 第11代ポートランド伯爵ヘンリー・ノエル・ベンティンク（英語版） (1919年-1997年)
- 第12代ポートランド伯爵ティモシー・チャールズ・ロバート・ノエル・ベンティンク（英語版） (1953年 - )

爵位の法定推定相続人は、現当主の長男であるウッドストック子爵(儀礼称号)ウィリアム・ベンティンク（1984年 - ）である。

## ベンティンク伯爵（1732年）
- 初代ベンティンク伯爵ウィレム・ベンティンク（英語版） (1704–1774) 初代ポートランド伯爵の三男
- 第2代ベンティンク伯爵ウィレム・ギュスターフ・フレデリク・ベンティンク (1762–1835) 初代伯の孫
- 第3代ベンティンク伯爵ヤン・カレル・ヴァン・アルデンブルグ・ベンティンク (1763–1833) 2代伯の弟
- 第4代ベンティンク伯爵カレル・アントン・フェルディナンド・ベンティンク (1792–1864) 3代伯の子
- 第5代ベンティンク伯爵ヘンリー・ベンティンク (1846–1903) 4代伯の子、1874年に弟に爵位譲渡[6]
- 第6代ベンティンク伯爵ウィレム・ヴァン・アルデンブルグ・ベンティンク (1848–1912) 5代伯の弟
- 第7代ベンティンク伯爵ウィレム・ヴァン・アルデンブルグ・ベンティンク (1880–1958) 6代伯の子
- 第8代ベンティンク伯爵カレル・ヴァン・アルデンブルグ・ベンティンク (1885–1964) 7代伯の従兄弟
- 第9代ベンティンク伯爵アドリアーン・ヴァン・アルデンブルグ・ベンティンク (1887–1968) 8代伯の弟
- 第10代ベンティンク伯爵ヘンリー・ノエル・ベンティンク（英語版） (1919–1997) 5代伯の孫、すなわち9代伯の従兄弟の子　（1990年にポートランド伯爵位を継承）

以降の歴代伯爵は、ポートランド伯爵（第2期;1689年）を参照。爵位の法定推定相続人に関しても同じ。